# Élections cantonales de 1871 dans la Somme
Les élections cantonales françaises de 1871 ont eu lieu le 8 et 15 octobre 1871.

## Conseil général élu
| Canton                 | Candidat élu                          | Étiquette    |
| ---------------------- | ------------------------------------- | ------------ |
| Abbeville-Nord         | Alexandre Courbet-Poulard*            | Légitimiste  |
| Abbeville-Sud          | Henri Labitte                         | Libéral      |
| Acheux-en-Amiénois     | Charles De France d'Hésecques*        | Orléaniste   |
| Ailly-le-Haut-Clocher  | Charles-François des Cressonnières    | Libéral      |
| Ailly-sur-Noye         | Elie de Morgan*                       | Bonapartiste |
| Albert                 | François Le Feuvre d'Ovigne*          | Légitimiste  |
| Amiens-Nord-Ouest      | Pierre-François Martelet              | Orléaniste   |
| Amiens-Nord-Est        | Pierre-Vulfran Mollet                 | Orléansite   |
| Amiens-Sud-Est         | Albert Dauphin                        | Libéral      |
| Amiens-Sud-Ouest       | Alexandre Duflos*                     | Bonapartiste |
| Ault                   | Adalbert de Rambures*                 | Orléaniste   |
| Bernaville             | Gaston de Butler*                     | Bonapartiste |
| Boves                  | Adalbert de Francqueville             | Légitimiste  |
| Bray-sur-Somme         | Marie Reimbold d'Estourmel*           | Orléaniste   |
| Chaulnes               | Charles Mollien                       | Rép.         |
| Combles                | Victor Magniez*                       | Libéral      |
| Conty                  | Alexandre Caron                       | Libéral      |
| Corbie                 | Jules Lardière                        | Rad.         |
| Crécy-en-Ponthieu      | Jean-Charles Lévesque de Neuvillette* | Légitimiste  |
| Domart-en-Ponthieu     | Octave Dhavernas*                     | Libéral      |
| Doullens               | Abel Briois                           | Bonapartiste |
| Gamaches               | Léopold Delattre                      | Rép.         |
| Hallencourt            | Alexandre Frichot                     | Libéral      |
| Ham                    | Louis Rouge-Hallouin                  | Libéral      |
| Hornoy-le-Bourg        | Alexandre de Dompierre d'Hornoy*      | Légitimiste  |
| Molliens-Vidame        | Arsène Gambier                        | Rép.         |
| Montdidier             | Gustave-Louis Jametel                 | Libéral      |
| Moreuil                | Ernest Hamel                          | Rad.         |
| Moyenneville           | Gaston de Douville-Maillefeu*         | Rad.         |
| Nesle                  | Albert Lallouette*                    | Libéral      |
| Nouvion                | Louis Hecquet*                        | Orléaniste   |
| Oisemont               | Charles Marie de Forceville*          | Légitimiste  |
| Péronne                | Alexandre Villemant*                  | Bonapartiste |
| Picquingy              | Octave Blanchet                       | Rép.         |
| Poix-de-Picardie       | Charles Méhaye*                       | Libéral      |
| Roisel                 | Victor Vion                           | Rép.         |
| Rosières-en-Santerre   | Antoine Cauvel de Beauvillé*          | Légitimiste  |
| Roye                   | Paul Véret                            | Rép.         |
| Rue                    | Antoine Béthouart                     | Rép.         |
| Saint-Valery-sur-Somme | Jules Brulé                           | Rép.         |
| Villers-Bocage         | Amédée-Charles de Clermont-Tonnerre*  | Légitimiste  |

*Conseillers généraux sortants

### Groupes politiques
| Parti                                         | Sigle | Sigle        | Élus |
| --------------------------------------------- | ----- | ------------ | ---- |
| Droite monarchique (19 sièges)                |       |              |      |
| Légitimistes                                  |       | Légitimiste  | 8    |
| Orléanistes                                   |       | Orléaniste   | 6    |
| Bonapartistes                                 |       | Bonapartiste | 5    |
| Centre conservateur (11 sièges)               |       |              |      |
| Conservateurs libéraux                        |       | Libéral      | 11   |
| Gauche républicaine (11 sièges)               |       |              |      |
| Républicains modérés                          |       | Rép.         | 8    |
| Républicains radicaux                         |       | Rad.         | 3    |
| Président du conseil général                  |       |              |      |
| Alexandre de Dompierre d'Hornoy (Légitimiste) |       |              |      |